# Kazuo Shii
Kazuo Shii (志位和夫, Shii Kazuo), né le 29 juillet 1954 à Yotsukaidō, dans la préfecture de Chiba, est un homme politique japonais. Il préside le Parti communiste japonais (PCJ) de 2000 à 2024.

## Jeunesse
Fils d'enseignants tous deux militants actifs du Parti communiste (son père, Akiyoshi Shii, fut même conseiller municipal de Funabashi), il étudie le génie physique à la faculté d'Ingénierie de l'université de Tokyo dont il sort diplômé en 1979. Il s'est engagé dans le PCJ dès sa première année d'études en 1973, en devenant un militant actif au sein des Étudiants communistes japonais.

## Parcours politique
Après la fin de ses études, il fait une carrière interne au parti et en gravit petit à petit les échelons au cours des années 1980 : travaillant tout d'abord pour le Comité des Jeunes communistes de Tōkyō de 1980 à 1982, puis pour le Comité central de 1982 à 1987, toujours, avant d'être élu, lors du 18e Congrès national en 1987, membre associé du Comité central. Il en devient le secrétaire en 1988 puis un membre à part entière en 1989. En 1990, Kazuo Shii est élu secrétaire général (no 2) du PCJ lors du 19e Congrès national. 
C'est alors qu'il arrive sur le devant de la scène au sein de l'opposition communiste. Il est élu à la Chambre des représentants du Japon pour la première fois en 1993 en arrivant en cinquième position dans l'ancien premier district électoral de Chiba (le système de scrutin est alors celui du vote unique non transférable et cette circonscription élit à l'époque cinq représentants). Avec la mise en place du nouveau système de scrutin double en 1994, il est sans cesse réélu en 1996, 2000, 2003 et 2005 comme tête de liste du parti à la proportionnelle dans le bloc du Sud Kantō (qui comprend, outre Chiba, les préfectures de Kanagawa et Yamanashi). Alors que sa liste a obtenu 3 sièges dans cette circonscription en 1996 et 2 en 2000, avec des scores avoisinant les 850 000 voix (14 % des suffrages exprimés en 1996, 11 % en 2000), il en est depuis 2003 le seul élu avec des résultats retombés aux environs de 550 000 ou 600 000 suffrages (7,4 % en 2003, 6,85 % en 2005 et 7 % en 2009). 
Lors du 22e congrès national du PCJ en 2000, Kazuo Shii en est élu président. Il est réélu en 2004 (23e congrès), en 2006 (24e congrès) et en 2010 (25e congrès). Succédant à Tetsuzō Fuwa qui a mené le parti à son apogée électorale à la fin des années 1990 (avec plus de 12 % des suffrages exprimés et plus de 40 parlementaires), Shii ne peut par la suite empêcher sa perte de vitesse. Si le PCJ se maintient quelque peu aux alentours des 7 millions d'électeurs en 2000 (7,4 millions et 12 % des voix au vote majoritaire mais en perdant alors ses deux seules circonscriptions, il n'a jusqu'à ce jour plus retrouvé d'élu au vote uninominal, et 6,7 millions ou 11,2 % des suffrages exprimés et 20 élus à la proportionnelle), la concurrence au sein de l'opposition du PSD et surtout du PDJ et l'évolution vers le bipartisme le fait retomber à des scores plus modestes. Il ne rassemble ainsi plus qu'entre 4,5 et 4,9 millions d'électeurs (entre 7,8 et 8,1 %) pour 9 élus (son plus faible score depuis 1967) en 2003, et autour de 5 millions (7,25 %) pour les deux modes de scrutins et de nouveau 9 représentants en 2005 et 2009. À la Chambre des conseillers, il réalise également depuis 2001 des scores oscillants entre 3,5 et 5,5 millions de voix (entre 6 et 10 %), et son poids y a progressivement diminué de 23 sièges sur 252 (son record) de 1998 à 2001 à uniquement 6 conseillers sur 242 depuis 2010. 
Toutefois, la crise économique de 2008-2009 et la dureté actuelle du marché du travail japonais profite au parti anti-capitaliste, qui est le seul à la fin de l'année 2008 et au début 2009 à enregistrer de nouveaux adhérents : un millier par mois selon lui. La situation syndicale actuelle (une grande confédération, le Rengo, lié au parti démocrate du Japon, représente les employés stables) pousse les précaires, freeters, à rejoindre les syndicats professionnels indépendants, proches du parti. Cela ne se traduit toutefois pas à travers les résultats électoraux, puisque le PCJ stagne à ses scores habituels de la décennie aux législatives du 30 août 2009 (7,03 % et 9 élus à la proportionnelle) et connaît même une légère baisse lors du renouvellement de la moitié de la Chambre des conseillers du 11 juillet 2010 (6,1 % des voix et 3 élus contre 4 sortants, le groupe communiste à la chambre haute passant ainsi de 7 à 6 sièges).
Sur le plan idéologique, afin de tenter de faire face à cette perte de vitesse électorale, il préside à la plus importante révision du programme officiel du parti opérée depuis 1961. Cette réforme, voulue comme une continuation de l'« approche réaliste et douce » définie par son prédécesseur, est adoptée par la Convention nationale du mouvement le 17 janvier 2004, marquant un tournant important avec ses positions traditionnelles et son discours historique marxiste-léniniste. Le parti abandonne alors officiellement l'objectif de la « révolution socialiste » au profit d'une « réforme démocratique qui est réalisable dans le cadre du capitalisme », tout en continuant à vouloir à terme remettre en question ce dernier par le biais d'une « socialisation des moyens de production » (présentée comme le contrôle et l'administration de la production par les producteurs) plutôt que de leur « nationalisation ». Il revient également sur son opposition à la monarchie, déclarant accepté « le système fondé sur la Constitution » qui ne laisse qu'un rôle symbolique à l'empereur, et plutôt qu'une abolition pure et simple défend désormais l'idée d'en appeler au « consensus du peuple japonais en temps voulu ». Kazuo Shii déclare lors de la Convention concernant la nouvelle priorité du parti : « L'enjeu est de savoir de combien nous pouvons augmenter notre pouvoir à la Diète afin de sauvegarder l'article 9 de la Constitution », mettant ainsi l'accent sur la défense du pacifisme et du renoncement à la force. Il milite également activement pour l'abrogation du traité de coopération mutuelle et de sécurité entre les États-Unis et le Japon de 1960, contre les missions de ravitaillement ou de reconstruction des Forces japonaises d'autodéfense (dont il demande là aussi l'abolition progressive par le biais d'un « consensus populaire ») en Afghanistan et en Irak et pour la suppression de toutes les bases américaines présentes sur le sol japonais,.
Il a participé à deux reprises aux conférences de négociation du Traité sur l'interdiction des armes nucléaires de 2017 qui s’est tenue au siège des Nations unies.